# Isonandra villosa
Isonandra villosa är en tvåhjärtbladig växtart som beskrevs av Robert Wight. Isonandra villosa ingår i släktet Isonandra och familjen Sapotaceae. IUCN kategoriserar arten globalt som starkt hotad. Inga underarter finns listade i Catalogue of Life.